# Secret Service Sanders
Secret Service Sanders é um seriado de espionagem americano de 1925, dirigido por Duke Worne e estrelado por Ashton Dearholt e Ann Little. Produzido e distribuído pela Rayart Pictures Corporation, teve 15 capítulos em 30 rolos de filme e foi veiculado nos cinemas dos Estados Unidos entre 1º de maio e 7 de agosto de 1925. A série foi lançada no Reino Unido a partir de 1º de março de 1926.
Este seriado foi considerado perdido até terem sido encontrados cinco carretéis de película positiva de nitrato 35mm em uma coleção particular. No entanto, uma parte do seriado ainda está perdida pois os carretéis estão incompletos.

## Elenco

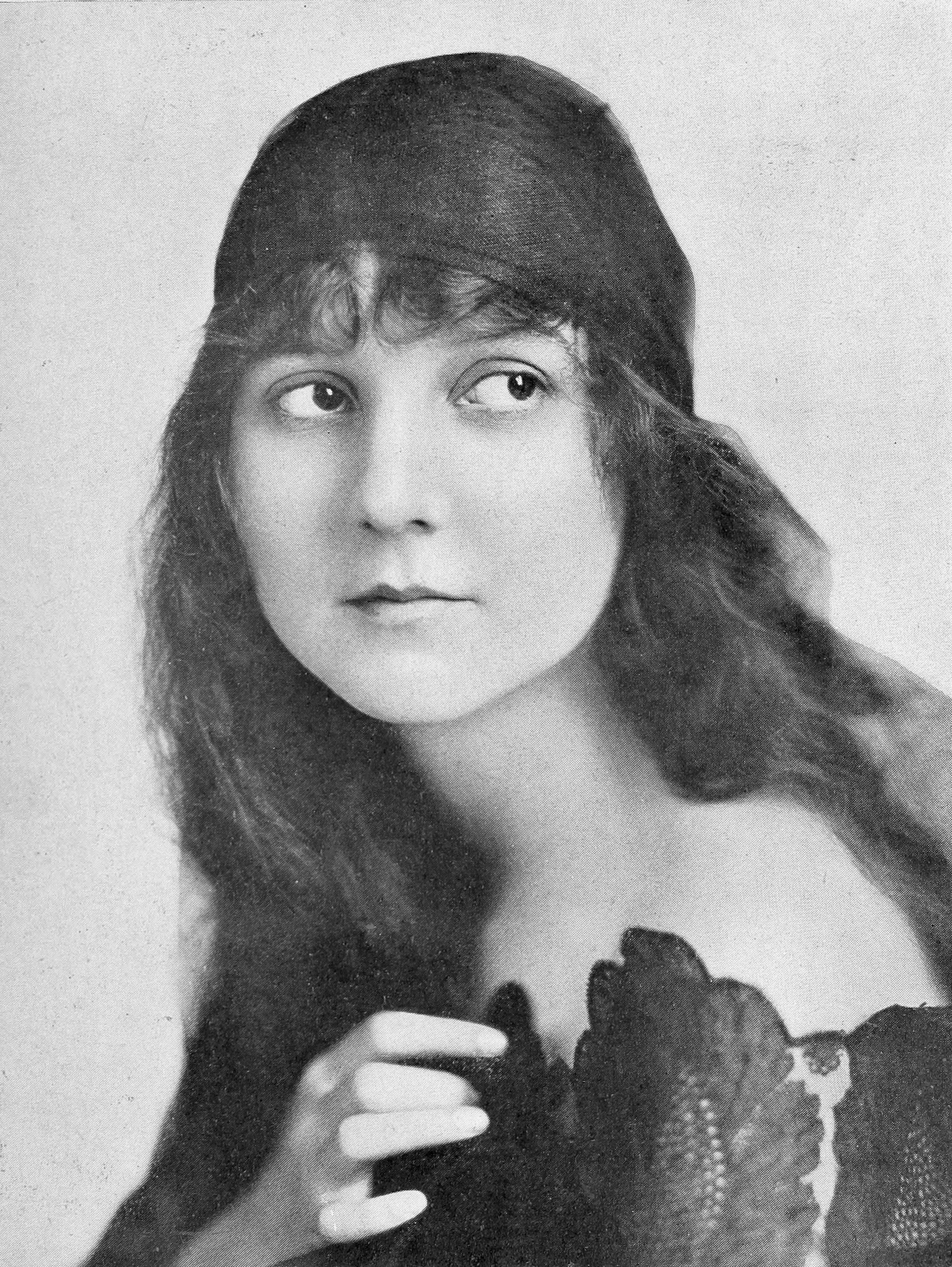
Ann Little, que interpreta Ann Walters em Secret Service Sanders.

| Ator            | Personagem       | Detalhes                    |
| --------------- | ---------------- | --------------------------- |
| Ashton Dearholt | Richard Sanders  | Creditado como Richard Holt |
| Ann Little      | Ann Walters      |                             |
| Helen Broneau   | Celeste Treavors |                             |
| Clark B. Coffey |                  |                             |
| Frank Baker     |                  |                             |
| Pierre Coudre   |                  |                             |
| Ellis Houston   |                  |                             |

## Capítulos
A série teve 15 capítulos com dois rolos cada.
| Nº | Título                | Lançado             |
| -- | --------------------- | ------------------- |
| 1  | The Plunge of Doom    | 1º de maio de 1925  |
| 2  | The Brink of Eternity | 8 de maio de 1925   |
| 3  | Race of Death         | 15 de maio de 1925  |
| 4  | The Path of Peril     | 22 de maio de 1925  |
| 5  | Thundering Hoofs      | 29 de maio de 1925  |
| 6  | River of Dread        | 5 de junho de 1925  |
| 7  | Curse of Gold         | 12 de junho de 1925 |
| 8  | The Tunnel of Horror  | 19 de junho de 1925 |
| 9  | Doomed                | 26 de junho de 1925 |
| 10 | Heritage of Hate      | 3 de julho de 1925  |
| 11 | The Brink of Despair  | 10 de julho de 1925 |
| 12 | Blasted Hopes         | 17 de julho de 1925 |
| 13 | Flames of Vengeance   | 24 de julho de 1925 |
| 14 | Destruction Bound     | 31 de julho de 1925 |
| 15 | The Final Reckoning   | 7 de agosto de 1925 |